# نودة غناباد (غناباد)
نودة غناباد (بالفارسية: نوده گناباد) هي قرية تقع في منطقة مركزية ريفية في إيران. يقدر عدد سكانها بـ 198 نسمة .